# Compton (Illinois)
Compton és una població dels Estats Units a l'estat d'Illinois. Segons el cens del 2000 tenia 347 habitants.

## Demografia
Segons el cens del 2000, Compton tenia 347 habitants, 127 habitatges, i 96 famílies. La densitat de població era de 788,1 habitants/km².
Dels 127 habitatges en un 43,3% hi vivien nens de menys de 18 anys, en un 63,8% hi vivien parelles casades, en un 11% dones solteres, i en un 24,4% no eren unitats familiars. En el 21,3% dels habitatges hi vivien persones soles el 7,9% de les quals corresponia a persones de 65 anys o més que vivien soles. El nombre mitjà de persones vivint en cada habitatge era de 2,73 i el nombre mitjà de persones que vivien en cada família era de 3,17.
Per edats la població es repartia de la següent manera: un 30,8% tenia menys de 18 anys, un 6,9% entre 18 i 24, un 32% entre 25 i 44, un 19% de 45 a 60 i un 11,2% 65 anys o més.
L'edat mediana era de 33 anys. Per cada 100 dones de 18 o més anys hi havia 96,7 homes.
La renda mediana per habitatge era de 34.167 $ i la renda mediana per família de 39.375 $. Els homes tenien una renda mediana de 31.250 $ mentre que les dones 22.188 $. La renda per capita de la població era de 13.205 $. Aproximadament el 3,7% de les famílies i el 4,8% de la població estaven per davall del llindar de pobresa.

## Poblacions més properes
El següent diagrama mostra les poblacions més properes.